# 会展公园站
会展公园站（法語：Gare du Parc des Expositions），是法国大区快铁B线B3支线的一个铁路车站，位于塞纳-圣但尼省维勒潘特。于1983年1月开通，属于第四收费区（法語：Zone 4）。